# Ken Cole
Kenneth Frank Cole, detto Ken (Sydney, 15 ottobre 1943), è un ex cestista e allenatore di pallacanestro australiano.

## Carriera
Con l'Australia ha disputato le Olimpiadi del 1964 e il Campionato del mondo del 1970.